# Joaquim de Sales Torres Homem
Joaquim de Sales Torres Homem (Rio de Janeiro, 16 de outubro de 1851 — Rio de Janeiro, 22 de fevereiro de 1920) foi um militar e historiador brasileiro. Foi casado com Laura Luciana Torres Homem, com quem teve cinco filhos.
Em 1868 iniciou sua carreira militar, promovido a alferes em 1872. Como tenente-coronel é indicado para dirigir a Colônia Militar de Foz do Iguaçu entre 1897 e 1898. Promovido a general em 7 de dezembro de 1912. Foi oficial de artilharia e engenheiro geógrafo.
Produziu diversas obras sobre o Exército tanto de cárater analítico e organizacional como histórico e educacional.

## Obras
- Elementos de História Social, 1889
- Manual de Filosofia Escolar, 1889
- Marechal Costallat, 1904
- Apontamentos sobre o Serviço do Estado-Maior, 1904
- Considerações sobre Organização Militar, 1904
- Serviços do Exército Brasileiro em Campanha, 1904
- Estratégia e Tática no século XX, 1905
- Exército Nacional – Manobras em Santa Cruz, 1905
- O Generalato e o Serviço de Estado-Maior, 1905
- Reflexões sobre a Reorganização das Escolas Militares, 1905
- Organização Militar na América do Sul, 1906
- Preparação para a Guerra, 1906
- Manobras Militares em 1906, 1906
- Exércitos Sul-Americanos, 1906
- Estudos sobre a Organização do Quadro do Estado-Maior do Exército, 1907
- A Reorganização Militar no Brasil, 1907
- Expedição Militar ao Território do Acre, 1907
- Informações Militares, 1908
- Projeto de Regulamento da Repartição e do Serviço do Estado-Maior do Exército, 1908
- Anais das Guerras do Brasil com os Estados do Prata e Paraguai, 1911